# Mihajlo D. Mesarovic
Mihajlo D. Mesarovic (ur. 2 lipca 1928 w Zrenjaninie) – serbski naukowiec, profesor Uniwersytetu Case Western Reserve. Mesarovic był pionierem w dziedzinie teorii systemów, był doradcą naukowym UNESCO ds. zmian globalnych, a także członkiem Klubu Rzymskiego.

## Życiorys
Ukończył Wydziału Inżynierii Elektrycznej Uniwersytetu w Belgradzie w 1951 roku. W 1955 roku uzyskał stopień doktora od Serbskiej Akademii Nauk i Sztuk.
Od 1951 do 1955 Mesarović był asystentem naukowym w Instytucie Nikoli Tesli w Belgradzie. W latach 1955–1958 był kierownikiem działu inspekcji Instytutu. W tym samym czasie Mesarović zajmował stanowiska akademickie na Uniwersytecie w Belgradzie w Jugosławii od 1954 do 1958 roku. W 1958 roku został profesorem w Massachusetts Institute of Technology / USA (MIT), gdzie służył do 1959 roku. Był profesorem nadzwyczajnym na Case Western Reserve University od 1959 do 1964 i profesorem od 1964 do 1978. 
Od 1978 był profesorem inżynierii systemów i matematyki Cady Staley.
W 1999 roku został mianowany doradcą naukowym ds. zmian globalnych przez Federico Mayor, Dyrektora Generalnego UNESCO. Pełniąc tę funkcję, Mesarović udał się do siedziby UNESCO w Paryżu i doradzał gabinetowi dyrektora generalnego w kwestiach takich jak zmiany klimatu, ekonomia, ludność, transfer technologii i edukacja kobiet w krajach rozwijających się.
W 2005 roku otrzymał nagrodę Hovorka od Case Western Reserve University za wyjątkowe osiągnięcia. W 2005 roku otrzymał nagrodę za całokształt twórczości Klubu Rzymskiego w USA.

## Wybrane publikacje
- 1960. Multi-variable Control Systems. MIT Press.
- 1962. General Systems Theory and Systems Research Contrasting Conceptions of Systems Science. (ed.) Proceedings from the Second System Symposium.
- 1964. Foundations for a General Systems Theory. (ed.)
- 1968. Systems Theory and Biology. (ed.). Springer Verlag.
- 1970. Non-Numerical Problem Solving. with R. Banerji (ed.), Springer Verlag, 1970.
- 1970. Theory of Multi-level Hierarchical Systems. With D. Macko and Yasuhiko Takahara. Academic Press.
- 1972. Mathematical Theory of General Systems. With Y. Takahara. Academic Press.
- 1972. Organization Structure: Cybernetic Systems Foundation. IFSR Int’l. Series on Systems Science and Engineering, Vol. 22. Kluwer, Academic Publishers.
- 1972. Systems Approach and the City. Edited with Arnold Reisman. North Holland Publishing Co., Amsterdam.
- 1974. Mankind at the Turning Point, Second Report to the Club of Rome, co-authored with Eduard Pestel. Dutton, reviewed with summaries of chapters.
- 1975. General Systems Theory: Mathematical Foundations. With Yasuhiko Takaraha.
- 1994. Abstract Systems Theory, Springer
- 1996. Cybernetics of global change: human dimension and managing of complexity. With David L. McGinnis and A. West Dalton. UNESCO MOST policy papers 3, 43 p.